# Janne Bark
Jan Rune "Janne" Bark, född 8 januari 1958, uppvuxen i Nynäshamn, är en svensk gitarrist, musiker och bildkonstnär. 
Bark slog igenom med gruppen The Radio i början av 1980-talet och har sedan 1982 spelat in skivor och medverkat på otaliga turnéer med Ulf Lundell. Bark var också medlem i Triad som hade en hit med låten "Tänd ett ljus" 1987. 
Under en period i början av 1990-talet medverkade Bark i ett antal melodifestivaler som låtskrivare och körsångare, bland annat till Nick Borgen. Han var också gitarrist och körsångare i tennisstjärnan Mats Wilanders musiksingel "Då har man funnit glädjen" från 1991. Numera är Bark även aktiv som solomusiker och ger ut album under eget namn. Sedan 2010 har Bark spelat med bland annat Dan Hylander & Orkester samtidigt som han har turnerat med Lundell.
Det är Janne Bark All Star Band som kompat Hylander och förutom Bark själv så ingår även Johannes Hansson (bas/kör), Johan Hängsel (trummor/kör) och Tomas Petterson (klaviatur/kör), i bandet. 
Bark samarbetar även med Py Bäckman i projektet Py&Bark. 2015 släpptes albumet Vi är bara människor.
Sedan 2018 har Bark ett band med musiker från nord-Norge Janne Bark Band där ingår Ronald Alertsen (bas), Kjetil Christensen (trummor), Geir-Ove Mortensen (keyboard,gitarr och mandolin), Maria Henriksson (kör).
Sedan 2019 har Bark ett engelskspråkigt projekt DreamFlow där han samarbetar med olika skandinaviska musiker, producenter och
folk från filmbranschen. 2020 släppte de singeln We Have No Time To Save Our World.

## Diskografi

### Studioalbum
- 1984 – Ritual
- 2007 – Bara en man

### Singlar
- 2007 – Under min stjärna
- 2007 – En hälsning till dig
- 2011 – Snöklädda Ängar (med Nilla Nielsen )
- 2018 – Maja